# Volvo XC60
Volvo XC60 — компактний кросовер-позашляховик. Виробляється шведським автовиробником Volvo з 2008 року.

## Перше покоління (Y20; 2008—2017)

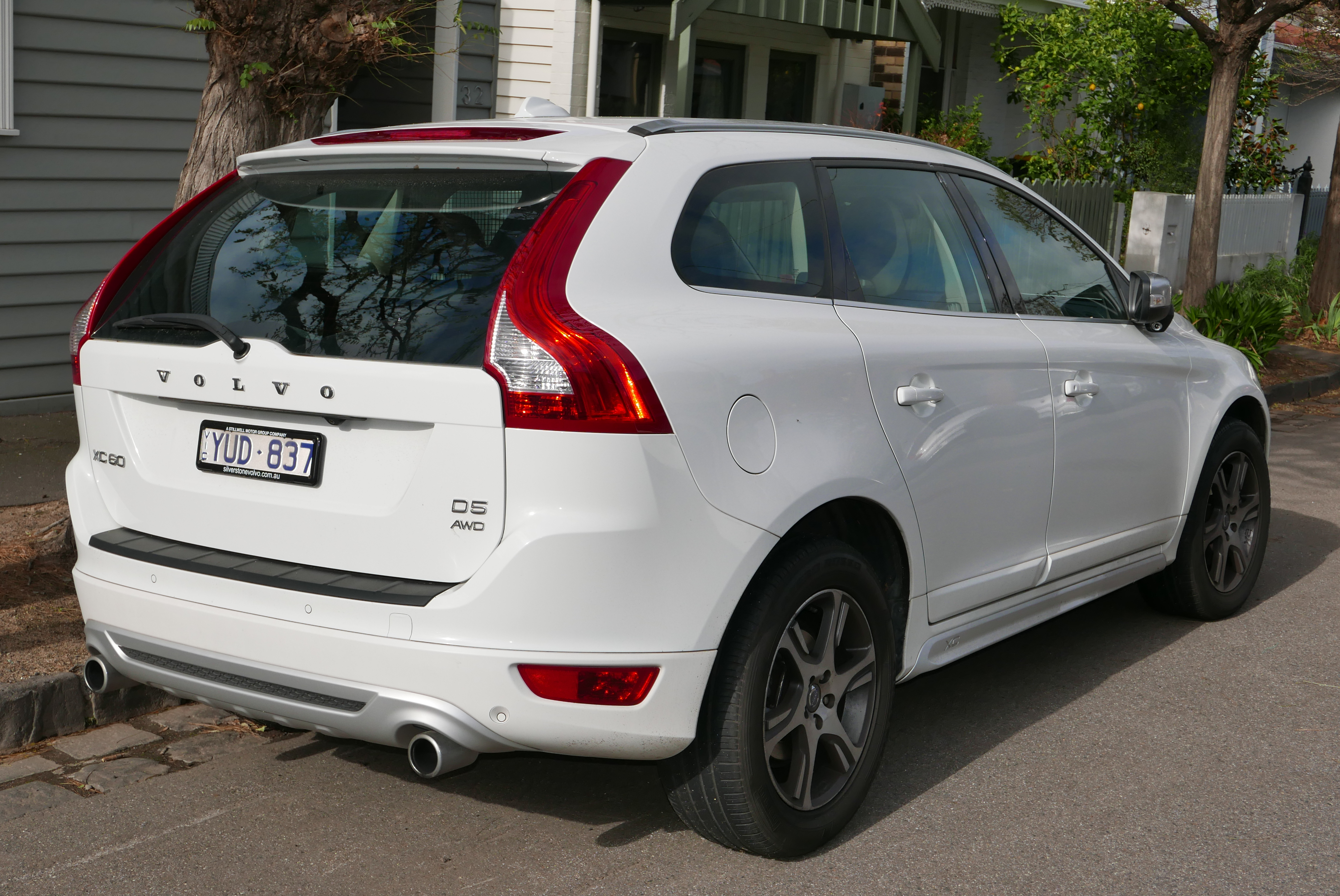
Volvo XC60

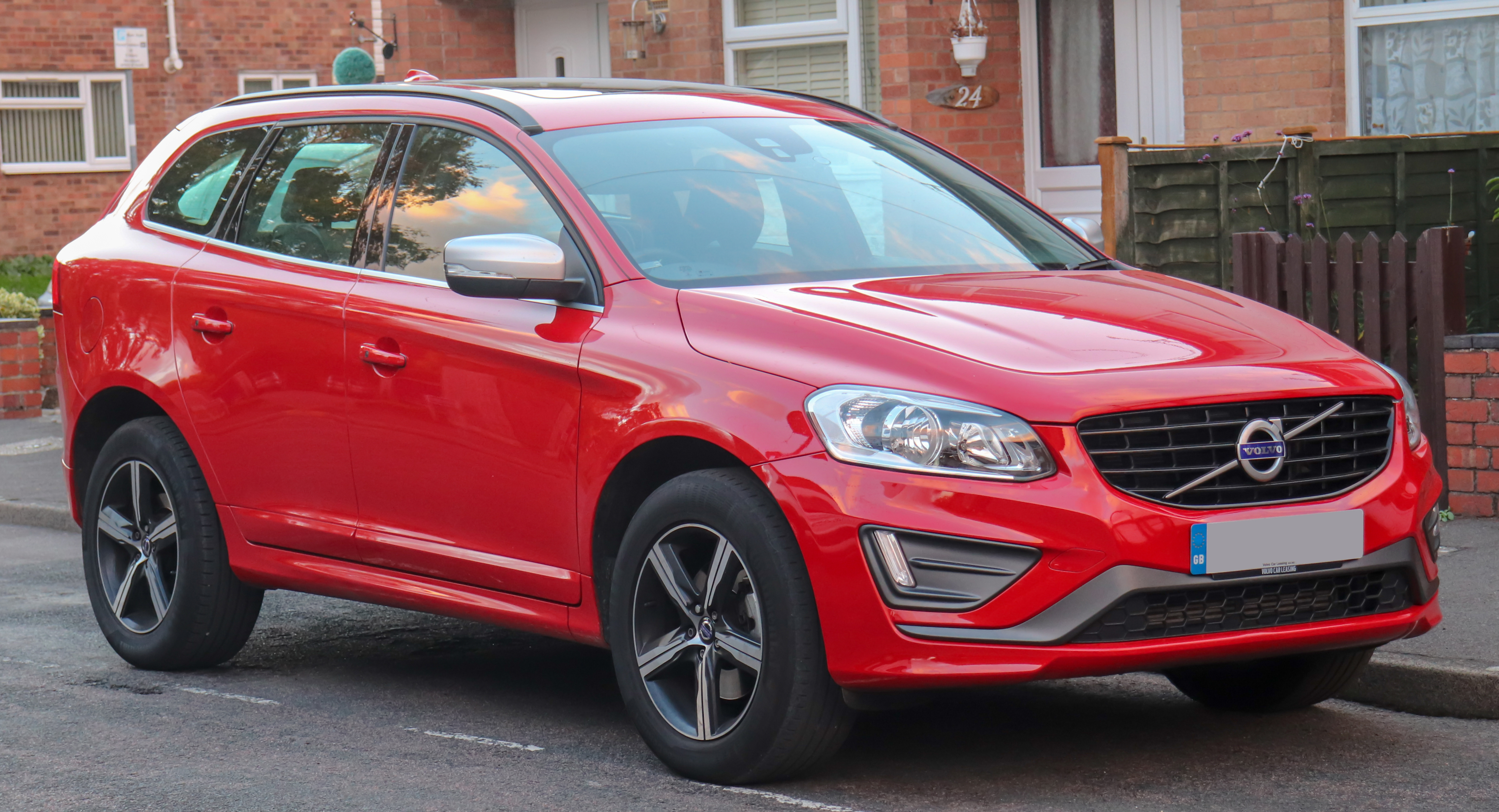
Volvo XC60 (2013—2017)

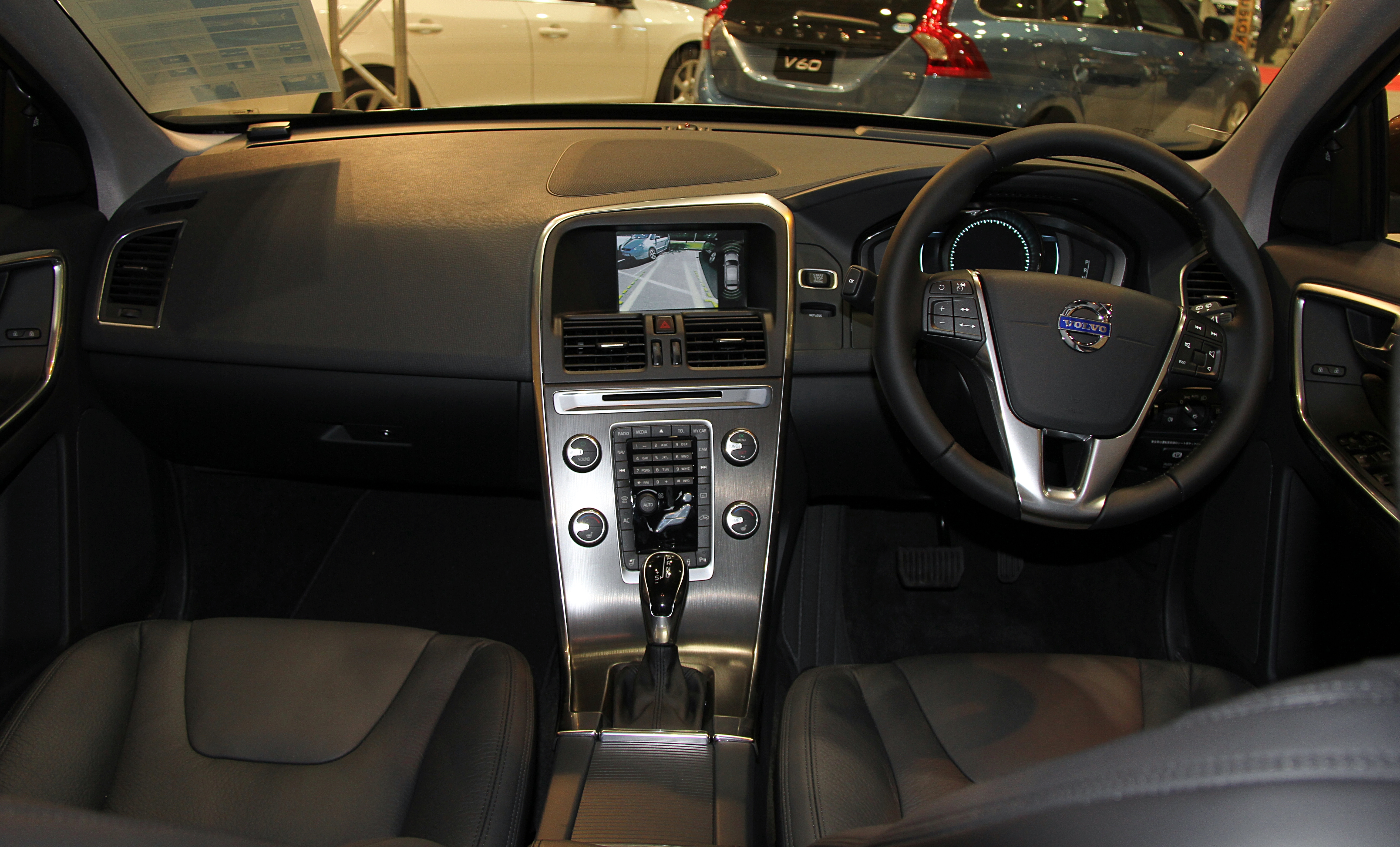
Салон Volvo XC60

Кросовер Volvo XC60 першого покоління заснований на платформі EUCD, разом з Volvo V70/XC70, S60/V60, S80 і Ford Mondeo. XC60 являє собою компактний позашляховик, який бере багато технічних рішень, наприклад, систему Hill Descent Control HDC (система управління спуску), від Land Rover Freelander.
6-циліндровий двигун з турбонаддувом, потужністю в 300 к.с. поєднує в собі повнопривідну систему і забезпечує високі експлуатаційні показники. Зручна у використанні 6-ступінчаста автоматична коробка передач легко переключається. Хоча у Volvo і не найнижчий показник витрати палива — 14 л /100 км, але на відміну від більшості конкурентів, даний автомобіль може працювати на паливі звичайної якості.
Volvo XC60 має систему City Safety, яка призначена для запобігання наїзду на перешкоду на низьких швидкостях. Система на основі лазера активна до швидкості 30 км/год, і готує гальмування, коли є перешкода в передній частині автомобіля. Якщо немає реакції водія, аварійне гальмування виконується автоматично. До швидкості 15 км/год зіткненню можливо запобігти повністю.
На автосалоні в Женеві на початку березня 2013 року представлено оновлену Volvo XC60. Змінилося оформлення передньої і задньої частини, передньої оптики, в салоні з'явилася графічна панель приладів TFT 8 і підрульові перемикачі. Покращились паливні показники двигунів.

### Результати з Краш-Тесту
| Зірки в Euro NCAP з Краш-тесту |

### Двигуни
|                             | XC60 3.2 AWD                | XC60 T6 AWD                           | XC60 2.4D AWD                                                           | XC60 D5 AWD                                                             | XC60 D5 AWD (з 2009)                                                    |
| --------------------------- | --------------------------- | ------------------------------------- | ----------------------------------------------------------------------- | ----------------------------------------------------------------------- | ----------------------------------------------------------------------- |
| Двигун                      | 6-циліндровий рядний двигун | 6-циліндровий рядний двигун (Biturbo) | 5-циліндровий рядний двигун VTG-Turbolader (Variable Turbinengeometrie) | 5-циліндровий рядний двигун VTG-Turbolader (Variable Turbinengeometrie) | 5-циліндровий рядний двигун VTG-Turbolader (Variable Turbinengeometrie) |
| Об'єм:                      | 3192 см³                    | 2953 см³                              | 2400 см³                                                                | 2400 см³                                                                | 2400 см³                                                                |
| Потужність при об/хв        | 175 kW (238 к.с.) 6200      | 210 kW (285 к.с.) 5600                | 120 kW (163 к.с.) 4000                                                  | 136 kW (185 к.с.) 4000                                                  | 151 kW (205 к.с.) 4000                                                  |
| Крутний момент при об/хв:   | 320 Нм 3200                 | 400 Нм 1500–4800                      | 340 Нм 1750–2750                                                        | 400 Нм 2000–2750                                                        | 420 Нм 1500–3250                                                        |
| Вага:                       | 1815 кг                     | 1874 кг                               | 1825 кг                                                                 | 1827 кг                                                                 | 1793 кг                                                                 |
| Максимальна швидкість:      | 210 км/год                  | 210 км/год                            | 195 км/год                                                              | 205 км/год                                                              | 210 км/год                                                              |
| Розгін від 0–100 км/год:    | 9,1 с                       | 7,5 с                                 | 10,5 с                                                                  | 9,5 с                                                                   | 8,5 с                                                                   |
| Витрати пального на 100 км: | 11,2 л Super                | 11,9 л Super                          | 7,5 л Diesel                                                            | 7,5 л Diesel                                                            | 6,9 л Diesel                                                            |
| Викиди CO2 г/км:            | 267                         | 284                                   | 199                                                                     | 199                                                                     | 183                                                                     |

## Друге покоління (SPA; 2017)

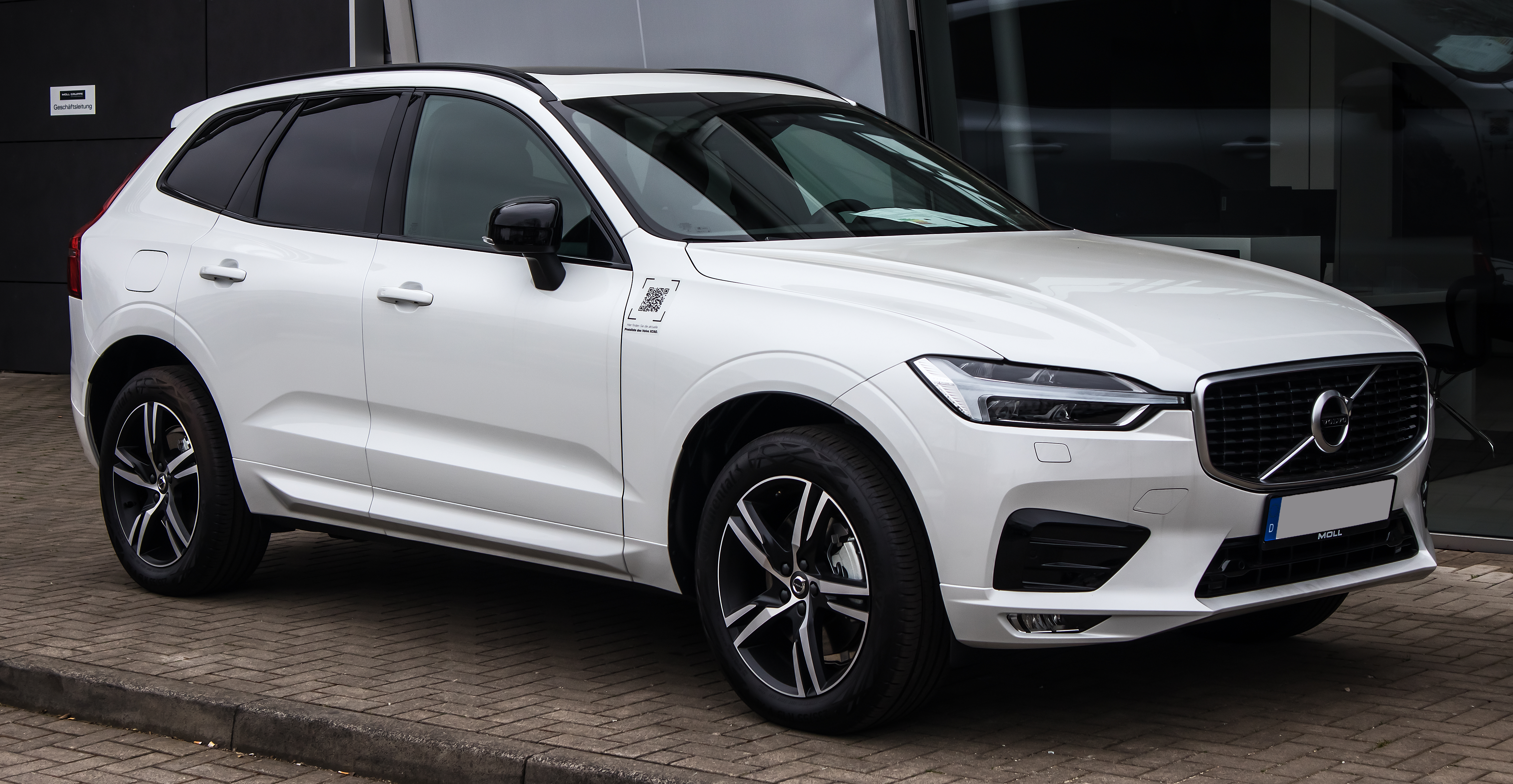
Volvo XC60 ІІ (2017–2021)

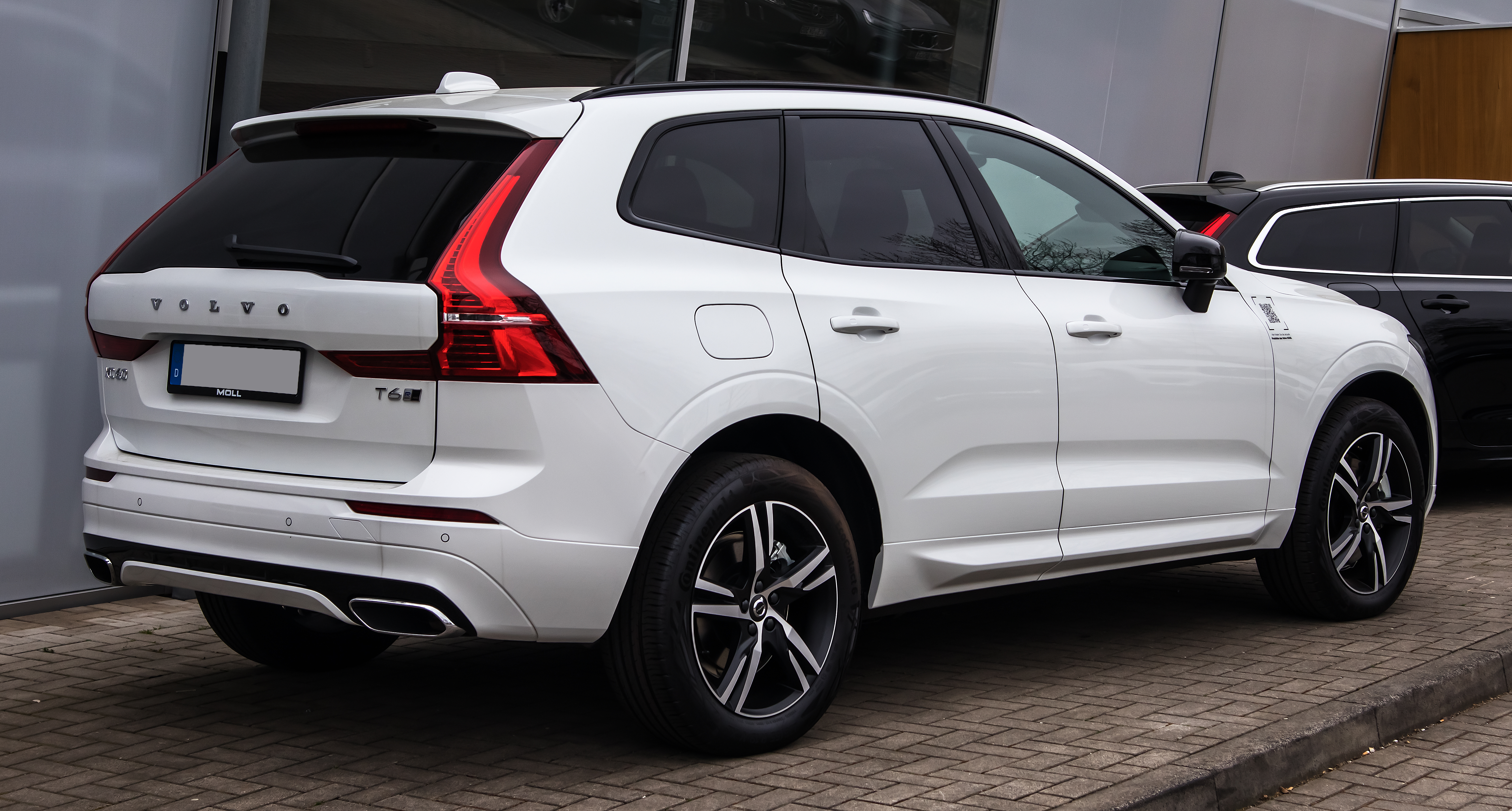
Volvo XC60 ІІ (2017–2021))

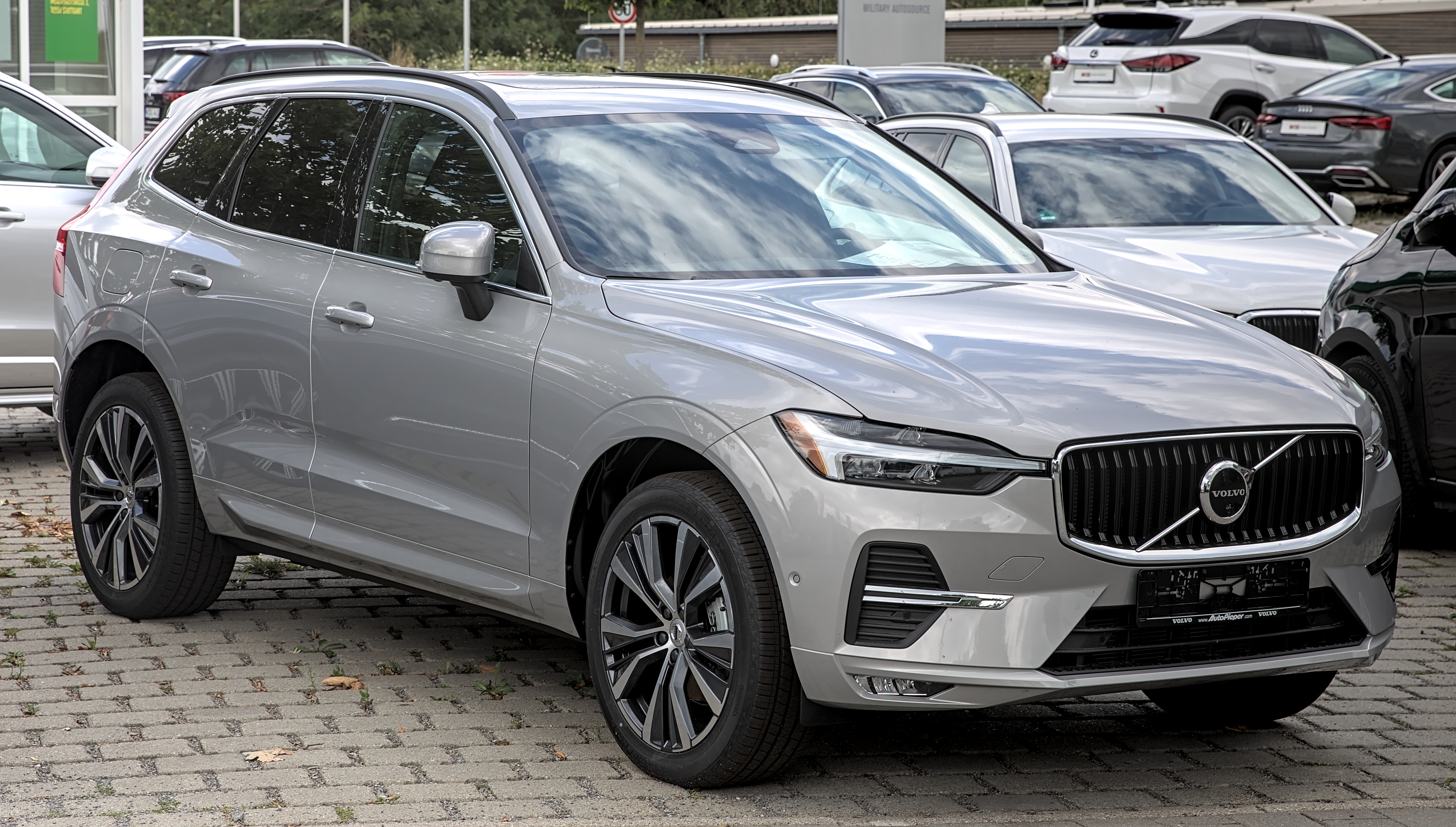
Volvo XC60 ІІ (з 2021)

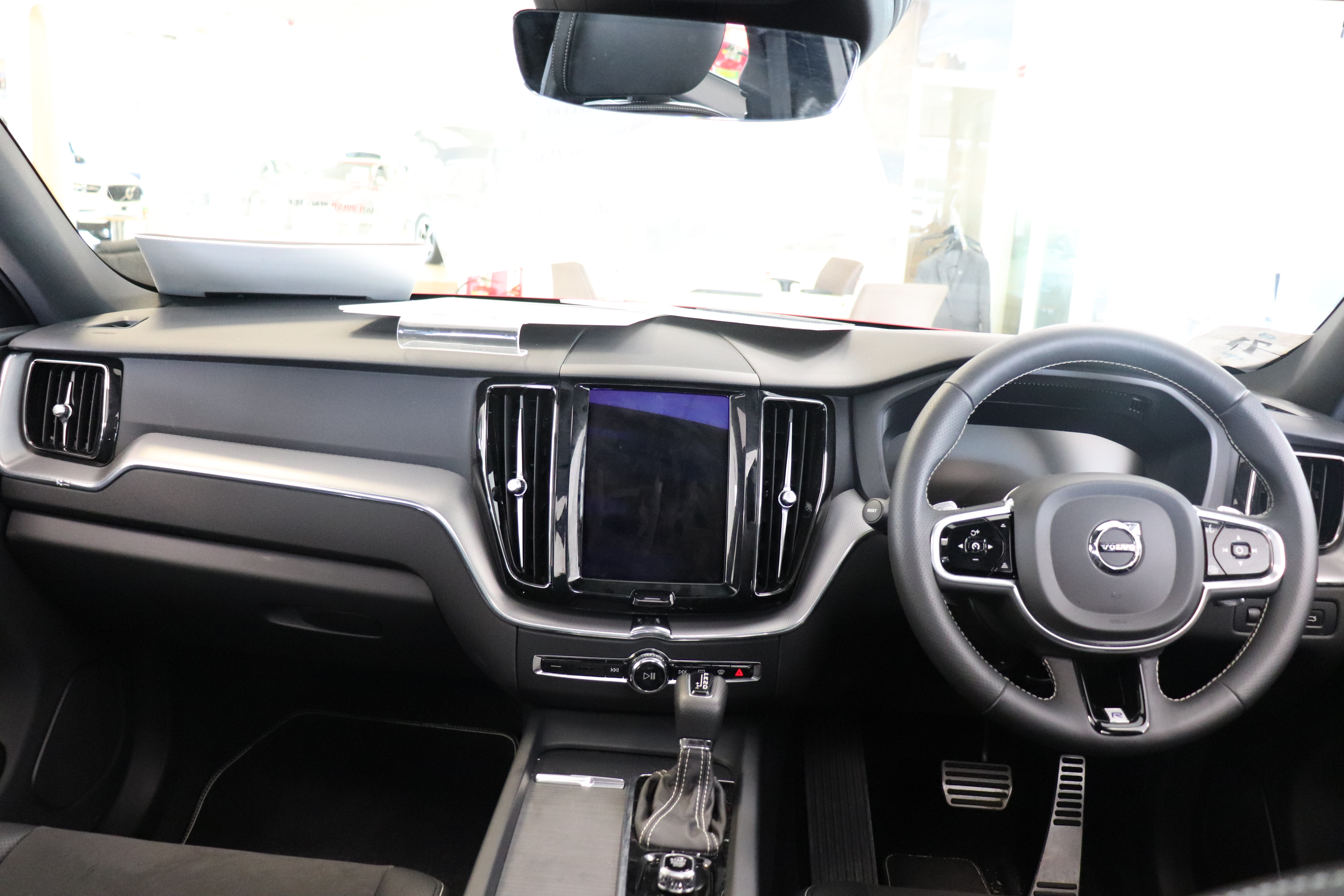
інтер'єр

Друге покоління XC60 Volvo представлено в березні 2017 року на 87-му Женевському автосалоні. В продажу він надійде влітку 2017 року за цінами від 48,050 євро. Новий XC60 побудований на новій платформі SPA, створеної вже китайською компанією Geely. На момент виходу XC60 2-го покоління її вже використовували S90/V90 і XC90.
Автомобіль отримав одні й ті ж двигуни, що використовуються в XC90. Новий XC60 доступний з повним приводом і 8-ступінчастою автоматичною коробкою передач.
Базова версія Volvo XC60 2021 року, оснащена 250-сильним двигуном та приводом на передні колеса, витрачає в середньому 9 л/100 км в комбінованому циклі.
У 2023 модельному році Volvo збільшив запас ходу плагін-гібриду XC60 до 56 км на електротязі.
У plug-in-hybrid версії випуску 2024 року додали такі функції як: вбудована безпровідна зарядка для телефону водія, додатковий проектний дисплей для водія.

### Фейсліфт 2025
У серпні 2025 року компанія Volvo представила фейсліфтингову версію XC60 другого покоління. Зміни екстер'єру включали перероблену передню решітку радіатора з перехресним сітчастим візерунком, світлодіодні задні ліхтарі з димчастим ефектом і новий дизайн 19-дюймових легкосплавних дисків.
Оновлення інтер'єру включає більший 11,2-дюймовий сенсорний екран інформаційно-розважальної системи, оновлену цифрову панель приладів і нові варіанти оббивки, такі як синтетична шкіра Nordico. На таких ринках, як наприклад в Індії, оновлена модель пропонується в єдиній повністю обладнаній комплектації Ultra, в яку додали деякі функції, включаючи функцію масажу передніх сидінь і додаткові м'які на дотик матеріали.
Жодних механічних змін з оновленням не відбулося. Модель продовжує оснащуватися 2,0-літровим бензиновим двигуном з турбонаддувом у парі з 48-вольтною м'якою гібридною системою, що видає 250 к.с. і 360 Нм крутного моменту. 8-ступінчаста автоматична коробка передач і повний привід залишалися стандартними для всієї лінійки. Плагін-гібридні варіанти зберегли свої характеристики силових агрегатів, як до рестайлінгу.
На індійському ринку оновлений XC60 був випущений за ціною екс-шоурумів у ₹71.9 рупій, що є збільшенням приблизно на ₹1.15 рупій порівняно з попередньою версією.

### Двигуни
Бензинові
- 2.0 л T4 B4204T44 190 PS (140 kW; 187 к.с.)
- 2.0 л T5 AWD B4204T23 254 к.с.
- 2.0 л T6 AWD B4204T27 320 к.с.
- 2.0 л T8 AWD B4204T35 320 + 87 к.с.

Дизельні
- 2.0 л D4 AWD D4204T14 190 к.с.
- 2.0 л D5 AWD D4204T23 235 к.с.

## Продажі
Volvo XC60 став найбільш продаваним автомобілем Volvo, продажі якого зростали щороку з моменту його випуску в 2008 році. Друге покоління XC60 (випущене в 2017 році) продовжує встановлювати нові рекорди продажів.
| календарний рік | США    | Канада | Бразилія | Європа | Китай  | Глобально |
| --------------- | ------ | ------ | -------- | ------ | ------ | --------- |
| 2008            | Н/Д    | Н/Д    | Н/Д      | 5,842  | Н/Д    | 6,954     |
| 2009            | 9,262  | 1,211  | 1,540    | 40,075 | Н/Д    | 61,667    |
| 2010            | 12,030 | 1,540  | 1,697    | 44,995 | Н/Д    | 80,723    |
| 2011            | 12,932 | 1,865  | 3,474    | 51,345 | Н/Д    | 97,183    |
| 2012            | 19,139 | 1,885  | 2,414    | 46,410 | Н/Д    | 106,203   |
| 2013            | 19,766 | 1,681  | 2,088    | 46,185 | Н/Д    | 114,010   |
| 2014            | 19,276 | 1,542  | 2,156    | 62,845 | 6,874  | 136,993   |
| 2015            | 26,134 | 1,646  | 2,543    | 77,197 | 36,634 | 159,617   |
| 2016            | 20,452 | 1,526  | 2,144    | 82,990 | 39,374 | 161,092   |
| 2017            | 22,516 | 2,315  | 2,350    | 99,023 | 38,672 | 184,966   |
| 2018            | 32,689 | 2,826  | 2,916    | 80,000 | 50,237 | 189,459   |
| 2019            | 30,578 | 3,045  | 3,442    | 81,876 | 62,594 | 204,981   |
| 2020            | 32,078 | 3,148  | 2,951    | 70,533 | 62,739 | 191,696   |
| 2021            | 41,582 | 3,398  | 3,466    | 73,165 | 62,431 | 215,636   |
| 2022            | 36,181 |        | 1,882    | 64,689 | 67,944 | 195,338   |
| 2023            | 39,702 |        | 4,335    |        |        | 228,646   |
| 2024            | 38,892 |        | 3,266    |        |        | 230,853   |

## Зноски
1. ↑  Crash-Test Volvo XC60[недоступне посилання з червня 2019] (ADAC 11/2008)
2. ↑  Як ми тестували Volvo XC60 2023 року. Automoto.ua. AutoMoto.ua (укр.). Процитовано 14 жовтня 2022.
3. ↑  Volvo XC60 Recharge (Вольво ХС60 Речардж) купити у Імпері Моторз, Львів. volvo.lviv.ua (укр.). Процитовано 15 лютого 2025.
4. ↑  Volvo XC60 facelift launched: Check out what's new. The Financial Express (англ.). 1 серпня 2025. Процитовано 4 серпня 2025.
5. ↑  www.hindustantimes.com https://www.hindustantimes.com/car-bike/2025-volvo-xc60-launched-in-india-starts-at-rs-71-90-lakh-heres-what-you-need-to-know-101754114576150.html. Процитовано 4 серпня 2025. {{cite web}}: Пропущений або порожній |title= (довідка)
6. ↑  2025 Volvo XC60 Review: Luxury, Safety & Tech Redefined. topgearmag.in. Процитовано 4 серпня 2025.
7. ↑  Volvo Launches XC60 Facelift At Rs. 71.90 Lakh; Gets New Design, Features & Tech. BW Auto World (англ.). Процитовано 4 серпня 2025.
8. ↑  Ackodrive, Team (3 серпня 2025). Volvo XC60 vs Mercedes-Benz GLC vs BMW X3 vs Audi Q5 vs Lexus NX: Prices & Specs Compared. AckoDrive (англ.). Процитовано 4 серпня 2025.
9. ↑  Volvo Car India introduces refreshed XC60 SUV at ₹71.9 lakh. The Hindu (en-IN) . 1 серпня 2025. ISSN 0971-751X. Процитовано 4 серпня 2025.
10. ↑  Volvo XC60 Facelift Launched in India at Rs. 71.90 Lakh. CarWale (англ.). 1 серпня 2025. Процитовано 4 серпня 2025.
11. ↑  Today, Auto (31 липня 2025). Volvo XC60 facelift to launch in India tomorrow. India Today (англ.). Процитовано 4 серпня 2025.
12. ↑  Chopping, Dominic (2 серпня 2017). Volvo sales rise; on track for record year. marketwatch.com. Архів оригіналу за 2 серпня 2017. Процитовано 27 жовтня 2017.
13. ↑  Volvo Cars' 2016 sales hit new record. media.volvocars.com (англ.). Volvo Car Corporation. 5 січня 2017. Архів оригіналу за 24 вересня 2017. Процитовано 27 жовтня 2017.
14. ↑  Volvo Cars reports double-digit sales growth of 15.5 per cent in August 2017. media.volvocars.com (англ.). Volvo Car Corporation. 4 вересня 2017. Архів оригіналу за 25 вересня 2017. Процитовано 27 жовтня 2017.
15. ↑  About Volvo – Sales Volumes – Volvo Car USA Newsroom. media.volvocars.com (англ.). 21 січня 2020. Процитовано 14 січня 2024.
16. 1 2 3  Volvo XC60 Sales Figures. goodcarbadcar.net (англ.). 4 грудня 2017. Процитовано 14 січня 2024.
17. ↑  Carros mais vendidos do Brasil. www.autoo.com.br/emplacamentos (порт.). January 2016. Процитовано 14 січня 2024.
18. ↑  About Volvo – Sales Volumes – Volvo Cars Global Media Newsroom. media.volvocars.com (англ.). Volvo Car Corporation. 21 січня 2020. Процитовано 21 січня 2020.
19. ↑  Volvo Car Corporation (7 січня 2013). Volvo Car Group in 2012 New products and developments for future growth. www.media.volvocars.com (англ.). Архів оригіналу за 15 січня 2013. Процитовано 9 липня 2017.
20. ↑  十年垦拓，再创佳绩 2019沃尔沃汽车在中国大陆年销量突破15万辆.
21. ↑  www.media.volvocars.com/us/en-us/corporate/sales-volumes.